# Речевая бессвязность
Речева́я бессвя́зность (также известная как речевая инкогерентность или инкогеренция, речевая спутанность, словесная «окрошка», словесный «салат») — расстройство речи, при котором нарушены грамматические связи и сама речь состоит из беспорядочного набора слов. Возникает при явлениях бессвязного мышления с неспособностью создания ассоциаций, отдельных понятий, образов и восприятий. По классификации принадлежит к эффекторным расстройствам речи, а именно расстройствам речи, обусловленным психопатологическими нарушениями.
Пример такой речи:

— Как вы себя чувствуете? 

— Где Петя… я пошел и спал. А что хотят? И вчера было… все есть…

— Где вы находитесь? 

— Находитесь… все тут. Свет потушите. Где жена? Я пошел… Ну и как? Очки потерял. Жена вчера пришел опять ехать. Пошли отсюда… Все хорошо. 

— Назовите сегодняшнее число. 

— Число… всегда зима (беседа происходит в жаркий летний день). 

— А год сейчас какой?

— Год 1924-й (называет год своего рождения). Сеня был… Шумел-горел пожар московский… Ну и ладно было так… Где галстук?..
— Блейхер В. М. Бессвязное мышление // Расстройства мышления. — Киев: Здоровье, 1983.
В отличие от шизофазии грамматический строй нарушен полностью. Ответы не соответствуют вопросам, а в предложении невозможно понять даже отдалённую связь. Чаще встречается при экзогенных процессах, а именно — аменции, иногда при эндогенных (при шизофрении).
Вершина словесной окрошки возникает, когда больной произносит только набор слов: «травма, движение, мотор…» или даже бессмысленных неологизмов (более характерно для шизофрении): «77 — хозяйка всем… Хюмала, рюмала, пюмала… Пришил… Остыл… Трах… Взрыв… Пан, пан, пан… Времена, события, люди… надо мной Кащей Бесфамильный… Локхид элевэйтор приобритейтид… А мама такая молоденькая, Володенька я… тибол и ниф… пух и прах…».
Этимология термина «словесная окрошка» происходит от традиционного русского блюда, куда мелко крошатся самые разнообразные ингредиенты. Близкое к этому определение — «словесный салат».